# Alchemilla transiliensis
Alchemilla transiliensis es una especie de planta del género Alchemilla, perteneciente a la familia Rosaceae.

## Taxonomía
Alchemilla transiliensis fue descrita por Serguéi Yuzepchuk en 1941.

## Distribución
Se encuentra en el territorio de Kazajistán y Kirguistán.